# Dicranota subspectralis
Dicranota (Ludicia) subspectralis là một loài ruồi trong họ Pediciidae. Chúng phân bố ở vùng Indomalaya.